# 英格玛·伯格曼
恩斯特·英格玛·柏格曼（瑞典語：Ernst Ingmar Bergman，1918年7月14日—2007年7月30日），瑞典導演、编剧。他出生於一個路德會傳教士的家庭，最著名的作品包括《第七封印》（1957年）與《野草莓》（1957年）、《假面》（1966年）、《呼喊與細語》（1972年）和《芬妮和亞歷山大》（1982年）。
柏格曼從他對人類狀態的探索中，發現了憂鬱與絕望，同時也發現喜劇與希望。除了導演之外，柏格曼也為他大多數的電影作品撰寫劇本。他被譽為近代電影最偉大且最有影響力的導演之一。
他導演過62部電影，多數自行編劇，也導演超過170場的戲劇。他所喜愛合作的國際知名演員有麗芙·烏曼與馬克斯·馮·賽多。他大部分的電影都取景自故鄉瑞典，主題多是冷酷的，處理痛苦與瘋狂。
柏格曼活躍了超過60年，但他的事業在1976年受到嚴重挫折，當時他被指控逃漏所得稅。在一場拙劣的刑事偵查之後，他終止一系列待完成的製作，關閉他的工作室，並且自我放逐至德國8年。

## 生平

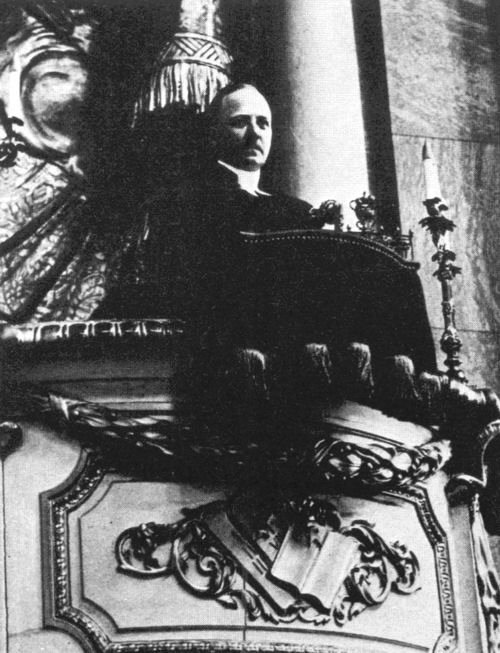
英格瑪·柏格曼的父親，艾瑞克·贝里曼，拍攝于斯德哥爾摩著名的教堂Hedvig Eleonora Church

英格瑪·柏格曼出生於瑞典的烏普薩拉。父親艾瑞克·贝里曼是路德會丹麥派的牧師，後來成為瑞典國王的專屬牧師；母親是护士卡琳·艾葛伯隆（Karin Åkerblom或Karin Bergman）。關於宗教的形象與討論圍繞著他的成長。他的父親是相當保守的教區牧師，也是個嚴父：英格瑪曾因為像尿濕床這樣的過錯而被鎖在黑暗的衣櫥中。「當父親在講壇上傳道，群眾在禱告、歌頌或聆聽時，」英格瑪·柏格曼在他的自傳《魔燈》（Laterna Magica）之中寫到：
我沉浸在教堂的神秘世界之中：矮拱門、厚牆、永恆的氣味，陽光在牆上、天花板上的中世紀圖繪、雕刻上顫動著。一個人的想像力所能企望的，那裡都有──天使、聖徒、龍、先知、惡魔、人。
虽然他在一个虔诚的路德教家庭中长大，但是贝里曼却陈述了直到创作《冬之光》（Nattvardsgästerna，又譯為《冬日之光》）之后，才接受了他在八岁便喪失了信仰。
柏格曼在劇場與電影上的興趣很早就開始了：
在九歲的時候，他用一整套的錫兵玩具換得一個電池式魔燈（magic lantern）式攝影機，這個改變了他一生志向的東西。他回憶說在那一年內他介由玩這一個「玩具」在家裡擁有了一個完整的私密世界。他製作他自己的場景、木偶與燈光效果，並用木偶表演，他自己做旁白演出奥古斯特·斯特林堡的戲劇作品。
1934年，在贝里曼16歲的时候，被送到德国的朋友家度暑假。人们普遍相信他在威玛出席了纳粹党的集会活动并见到阿道夫·希特勒。之后他在自传《魔灯》（Laterna Magica）中写到有关他逗留在德国时，德国家庭如何把一幅阿道夫·希特勒的肖像放在他床边的墙上的内容，并且还写下了「多年来，我在希特勒的立场上，为他的成功而高兴，也为他的失败而悲伤」「不久，集中营传来的消息令我震惊莫名，我无法接收这一事实。......然而，慢慢地，事实还是征服了我的偏见」这样的文字。
他服了兩期五個月的義務兵役。
1937年，柏格曼進入斯德哥尔摩大学学院（后来的斯德哥尔摩大学）就讀，主修文學與藝術。他花了大部分的時間在學生戲院中，而且变成了「名副其实的电影耽溺者」（genuine movie addict）。同一時間，一個無事實根據的牽連使得他跟他父親在後來幾年中決裂。雖然他沒有從學校畢業，他還是寫了很多的劇本，有些是歌劇，而且變成戲院裡的助理導演。當他1942年在戲院工作時，他第一次有機會執導他自己的劇本《Caspar's Death》。這齣劇交給瑞典電影行业协会的成員觀看，並且為他帶萊了一個寫電影劇本的工作。
1943年，他與愛絲·費雪結婚。1960年代末，贝里曼在瑞典哥特兰的法罗岛生活了很长时间，并在这里制作创作了許多电影。

### 逃稅指控與放逐
1976年是英马尔·贝里曼的生命中最受创伤的一年。在當年1月30日，当在斯德哥尔摩的皇家剧院排练奥古斯特·斯特林堡的《死亡之舞》的时候，被兩个便衣警察以逃漏所得税的罪名将其如同一个普通刑事犯般地拘捕了。贝里曼在这个事件上受到很大打击，他遭受的耻辱导致他神经崩溃，最终因憂鬱症入院接受治疗。
調查把重心集中在一筆宣稱1970年在柏格曼的瑞典公司Cinematograf與它的瑞士子公司Persona之間，總值500,000克朗的交易（子公司設立的目的大多是用在付給外國籍演員的薪資）。柏格曼在1974年被瑞典中央銀行通知之後解散了子公司Persona，並隨後提出所得報告。1976年3月23日，特別檢察官安德斯·努德纳德勒（Anders Nordenadler）取消了對柏格曼的控告，並說這樣宣稱的「犯罪」並沒有法律基礎，就相當是「控告一個人偷了他自己的車子」。瑞典國內稅務署主席Gösta Ekman將軍則為該調查辯護，說此調查已經論及重要的法律材料，並且對待柏格曼跟其他嫌疑犯一樣平等。他對柏格曼離開瑞典表示了些許遺憾，希望當調查結果表示柏格曼並沒有做錯事情之後，他能成為「更堅強」的人。
雖然控告已經被取消，但柏格曼持續了一段时间的担忧，害怕他再也不能回到導演工作上。他最後終於從驚嚇中恢復，但是儘管瑞典首相奧洛夫·帕爾梅與許多政治界和電影界的大人物再三請求，他還是發誓再也不在瑞典工作。他關閉了他自己在波羅的海中荒蕪的法羅島上的工作室，停止了兩部正在進行的電影拍攝計畫，並且在德國慕尼黑自我放逐。瑞典電影學院的校長哈利·舒恩估計了柏格曼自我放逐的直接損失為金額上約一千萬克朗以及喪失了數以百計的工作機會。

### 從放逐中回歸
雖然英格瑪·柏格曼在1978年年中才從慕尼黑繼續經營事業，但是他似乎已經克服一些來自母國給他的痛苦。這年七月他回到瑞典，在法羅島慶祝他六十歲生日，並且恢復他部分在皇家劇院導演工作。為了使他的回歸增光，瑞典電影學院設立了一個新獎項─「英格瑪·柏格曼獎」（Ingmar Bergman Prize）以獎勵年度在電影製作上有傑出表現的人。
然而，他在1984年之前依然待在慕尼黑。有一個完成於2005年的法羅島對於柏格曼最後的訪談中，柏格曼提到在自我放逐的日子中傷害非常大，他實際上失去了人生中珍貴的八年時光。柏格曼於2003年12月從電影工作中退休。他在2006年10月動了臀部手術並且復原得很慢。2007年7月30日，他在睡夢中於他法羅島的家中安祥地過世，享壽89歲。另一個知名的電影導演米開朗基羅·安東尼奧尼也在同一天過世。2007年8月18日，他在法羅島私人喪禮中下葬。他与其最后一任妻子英格丽·贝里曼（婚前名Ingrid von Rosen，注意不是瑞典著名女星英格丽·褒曼，两人同名）共同葬于法罗教堂（fårö kykan）。雖然他葬於法羅島，但是他的名字與生日已經在他死前數年就刻寫在斯德哥爾摩省Norrtälje自治區Roslagsbro墓園中他妻子的名字下面，代表他曾經希望葬在這裡。

## 電影工作
世界上的許多電影工作者，包括美國的伍迪·艾倫、大衛·林奇、史丹利·庫柏力克與勞勃·阿特曼、丹麥導演拉斯·馮·提爾、波蘭導演克里斯多夫·奇士勞斯基、俄羅斯導演安德烈·塔科夫斯基、與南韓導演朴贊郁，都曾經說他們的電影作品深深受到柏格曼的電影影響。伍迪·艾倫說柏格曼「可能是自從電影被創造以來，最偉大的電影藝術創作者」。

### 電影事業
柏格曼開始他的電影工作是在1941年從事劇本寫作，但他第一個完成的主要作品是1944年他幫《折磨》（Hets，或譯《狂亂》）寫的劇本，由歐夫·荀柏格導演。除了撰寫劇本之外，他同時也獲得到這部電影作品的副導演職位。在他的第二部自傳《影像：電影在我的生命》（Images : My Life in Film）中，柏格曼敘述這個由外人執導的電影可以當作是他實際上執導的初登場。這部影片在國際上的成功使得柏格曼在一年後得到他第一次導演電影的機會。接下來的十年之中，他編寫並執導了超過一打電影，包括1949年的《牢獄》（Fängelse）與1953年的《裸夜》（Gycklarnas afton，又譯為《鋸屑與金箔》或《小丑之夜》）。
柏格曼獲得第一次國際上的成功是在《夏夜微笑》（Sommarnattens leende，或譯為《夢》，1955年）這部作品，這部影片在之後的坎城影展贏得「最佳詼諧詩意獎」（Best poetic humor）並入圍金棕櫚獎。而兩年之後，柏格曼最知名的兩部電影出爐：《第七封印》（Det Sjunde inseglet，1957年）與《野草莓》（Smultronstället，1957年）。《第七封印》在坎城影展入圍金棕櫚獎並且獲得評審團特別獎；而《野草莓》则获得1958年的第8届柏林国际影展金熊奖。
柏格曼在之後的20年中大量製作電影。在1960年代初期，他指導了一系列探索信仰與對神的懷疑這類議題的三部曲：《猶在鏡中》（Såsom i en spegel，又譯為《穿過黑暗的玻璃》，1961年）、《冬之光》（Nattvardsgästerna，又譯為《冬日之光》，1962年）與《沉默》（Tystnaden，1963年）。1966年，他執導了《假面》（Persona），他認為這部電影是他一生中最重要的作品之一。而這部電影贏得一些獎項，很多的評論家都認為這是他的大師之作也是他製作的電影作品中最好的其中一部。柏格曼認為這部電影與接下來的《哭泣與耳語》（Viskningar och rop，又譯為《呼喊和細語》或《喊叫與耳語》，1972年 ）是他兩部最重要的電影作品。在這段期間其他著名的電影作品包括《處女之泉》（Jungfrukällan，又譯為《處女泉》，1960年）、《狼的時刻》（Vargtimmen，1968年）、《羞恥》（Skammen，1968年）與《安娜的激情》（En Passion，又譯為《安娜的情慾》或是《情事》，1969年）。在這段時間，柏格曼也為瑞典電視台廣為製作了許多影片。兩部最有名的作品就是《婚姻場景》（Scener ur ett äktenskap，又譯為《婚姻生活》，1973年）和《魔笛》（Trollflöjten，1975年）。
在1976年柏格曼因為逃稅被逮捕之後，他發誓他再也不在自己的母國製作電影。他關閉了他在法羅島上他自己的電影工作室，並且開始自我放逐。他主要思考在美國工作的可能性，他的下一部電影作品《蛇蛋》（The Serpent's Egg，又譯為《噩兆》，1977年）是一部德美合資的電影，也是他第一部並且是唯一一部英語電影。一年之後又製作另一部英國挪威合資的電影作品《秋光奏鳴曲》（Höstsonaten，1978年）。這部影片由英格麗·褒曼主演，並且是這個時期最著名的電影之一。另一部他執導的電影作品是《傀儡生活》（Aus dem Leben der Marionetten，又譯為《木偶生命》，1980年），是一部英德合資作品。
1982年，他短暫回到他的母國並執導《芬妮和亞歷山大》（Fanny och Alexander），這部電影不像他過去的電影作品，是針對普羅大眾而拍攝，但是這部電影卻被專家批評過度膚淺且商業化。柏格曼說這部電影作品將是他最後一部電影作品，而這之後他將專注在執導劇場戲劇上面。在這之後，他寫了許多電影劇本並執導一些電視特輯。有一些之前在電視上呈現的製作作品也被轉移到劇場上演出。這樣的作品中的最後一部是《夕陽舞曲》（Saraband，或譯《薩拉邦德》，2003年），是《婚姻場景》（Scener ur ett äktenskap，又譯為《婚姻生活》）的續集。柏格曼執導這部作品時已經84歲了。

### 定目劇團
柏格曼發展了他自己的「定目劇團」（repertory company），建立了在他的電影作品中固定演出的瑞典演員班底，包括馬克斯·馮·賽多、碧比·安德松、哈里特·安德森、厄蘭·約瑟夫森、英丽德·图林與甘納爾·布耶恩施特蘭德，這些演員都有在至少五部柏格曼的電影作品中演出。挪威女演員麗芙·烏曼在九部柏格曼的電影作品以及一部電視作品《夕陽舞曲》（Saraband，或譯《薩拉邦德》）中演出，是最後加入這個團體的成員（在1966年《假面》（Persona）拍攝時加入），最後則成為柏格曼最親密的協助者，無論是藝術上或是個人上。他們一起生了一個女兒琳·烏爾曼（1966年出生）。

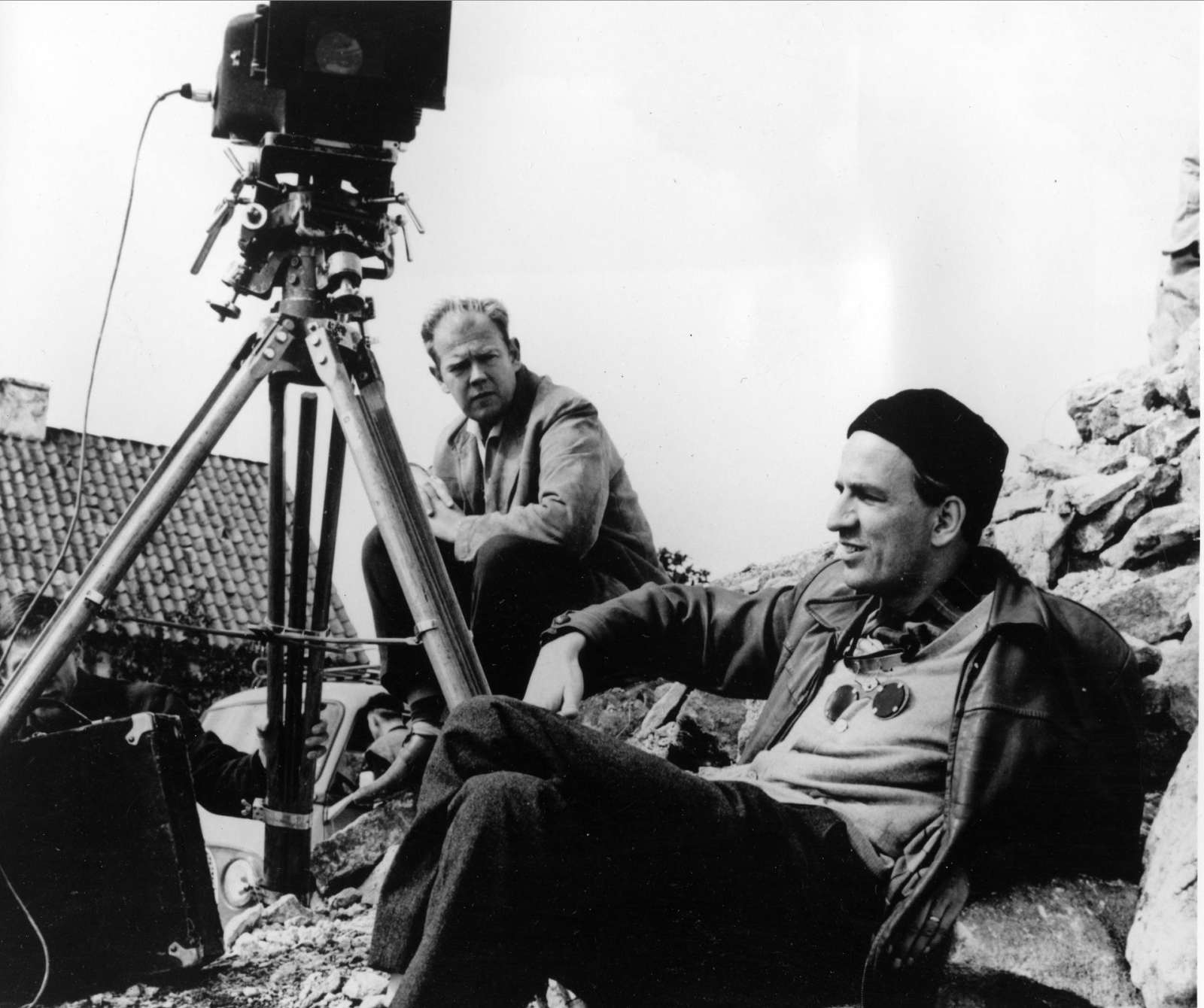
英格瑪·柏格曼與跟他長期合作的電影攝影師史汶·尼克維斯特在1960年製作《猶在鏡中》（Såsom i en spegel）時的合影

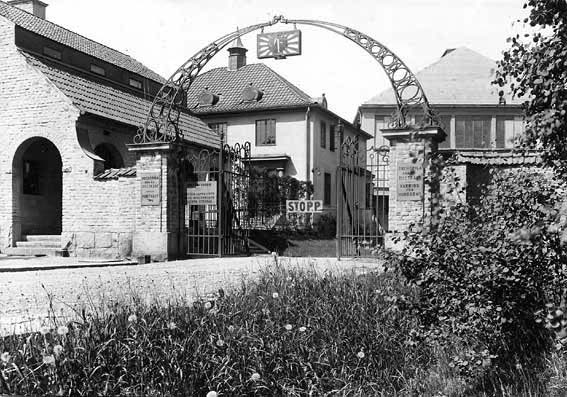
在斯德哥爾摩北邊的Filmstaden片廠，是非常多柏格曼電影中內景拍攝的地方

在1953年，柏格曼開始跟他的電影攝影師史汶·尼克維斯特合作。他們兩個建立且維持良好交流的合作關係，使得柏格曼到拍攝那天前都不用擔心毎一個鏡頭的構圖。在拍攝那天早上，柏格曼通常會簡單的跟尼克維斯特說明他所希望的情境跟構圖，然後讓尼克維斯特一整天不被打斷或是被評論地拍攝，直到最後討論隔天的後製工作為止。

### 電影資金
根據柏格曼自己的帳目，他從未遇過資金的問題。他為此想了兩個原因：一是因為他從未住在美國，所以他不會著迷於電影票房的收入；二是因為他的電影作品都是傾向於低預算的製作。舉個例來說，《哭泣與耳語》總共花費約450,000美元，而《婚姻場景》─總共六集的電視劇─只花了200,000美元。

### 拍攝技巧
成為一個導演，柏格曼擁有優秀的洞察力與才華，並願意與演員互不侵犯的相處。柏格曼認為自己必須在他們身上負非常大的責任，將他們視為心理上時常受傷的合作者。他說導演必須要對演員坦承並支持，使得他們可以在他們的表演工作上表現到最好。柏格曼鼓勵青年導演不要執導任何沒有「意念」（message）的電影作品，而是要等待「意念」的出現之後才執導，總有一天就可以承認他自己不是每次都能確定他電影作品中「意念」的呈現。
柏格曼通常自己寫他電影作品的劇本，在真正下筆書寫之前會構思數個月甚至數年，他認為下筆的這段時間是稍微有點冗長且乏味的。他早期的電影作品結構非常的精密嚴謹，這些劇本都是來自於他自己撰寫或是與其他作者合作寫成的。柏格曼敘述他晚期的電影作品說，當重大場合時，他的演員會希望作一些跟他原本所期待不一樣的表現，他會讓他們自由發揮；而如果限制他們的發揮，這樣的結果往往都是一場災難。隨著他的電影生涯的進展，柏格曼增加讓他的演員們即興演出他們的對白。在他最後幾部電影作品中，他只寫下關於某個場景的意念訊息，而允許他的演員們決定確實的對白。
當觀看日誌時，柏格曼非常著重批判而非情感的重要性，他說他不會問自己這部作品是好還是壞，而是問自己這部作品已經足夠了，還是還需要重拍。

### 題材
他的電影作品通常在處理失敗、孤獨與信仰的存在問題，他的電影作品也傾向直接表現而非明顯的形式化。柏格曼最知名電影中的其中一部作品《假面》，就是在柏格曼作品中同時包含存在主義與前衛風格的傑出作品。
雖然他電影作品中討論的議題是理智的，性慾的處理在他大部分的電影作品中依然十分的明顯突出，不管是中世紀的瘟疫（如《第七封印》），或是20世紀初期烏普薩拉的上層階級家庭生活（如《芬妮和亞歷山大》），或是當代的社會異化問題（如《沉默》）等等皆是如此。他電影作品中的女性角色通常比男性角色碰觸到更多的性議題，而且她們並不害怕去公開表示這樣的議題，有時候會用非常驚人明顯的方式公開（如《哭泣與耳語》），這樣的形式也建立了柏格曼電影作品的風格。1960年時代雜誌將他選入封面人物，他則在封面故事中稱自己這樣的風格為「影像的魔術師」（the conjurer）。在《花花公子》雜誌1964年的專訪中，他說到：「...性愛的表現形式是非常重要的，特別是對我來說，最重要的是，我一點都不想只拍純粹理智的電影。我希望觀眾們可以去感受，去感覺我的電影作品。這個對我來說比起他們去理解我的電影作品來的更為重要許多。」柏格曼說，電影是他索求無度的情婦。而一些在他電影作品中主演的女演員後來也變成他真實生活中的與電影創作上雙重的情婦。
愛情——瘋狂的、挫敗的、不明說的、厭惡的——是他許多電影作品的討論主旨，這樣的風格也許是從《冬之光》開始的。他說，在這些電影作品中，他「將牧師所缺乏的信仰與他之前情婦的競爭作對比，將她的怨恨帶點宗教色彩，去幫助他透過凡人的愛情去了解精神心靈上的辯解。」

### 柏格曼對電影生涯的內省

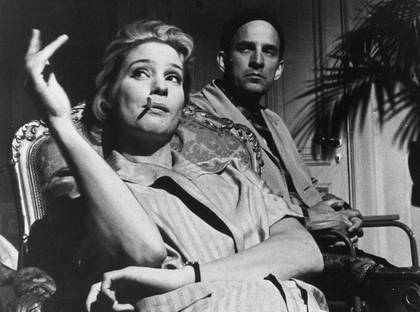
英格瑪·柏格曼與女演員英格麗·圖林在《沉默》（Tystnaden，1963年 ）製作時的合影

當被問到關於他的電影作品時，柏格曼說他把《冬之光》、《假面》與《哭泣與耳語》視為表現最好的作品；但是在2004年所作的訪談之中，柏格曼說他覺得他自己的電影作品令人沮喪，他再也不能夠觀賞它們。在這些電影作品中，他說，他設法做到使表現手法可以推展到極限。
當他指責那些評論家把他的三部電影作品（《猶在鏡中》、《冬之光》與《沉默》）當作是已經安排好的三部曲，他說他沒有預設要把這三部作品連結在一起，而且他也看不出這三部作品有什麼共同的中心思想，這樣的言論反駁了柏格曼在1964年自己寫下的電影簡介，當時他把三部電影的劇本出版在同一冊書上時說：「這三部電影處理簡約的問題。《猶在鏡中》確實贏得讚賞。《冬之光》確實深入人心。《沉默》是神的沉默，否定的銘刻。因此，它們可以組成一個三部曲。」標準收藏版公司認為這三部電影作品是三部曲，因為他們把這三部電影製成三片DVD，然後做成一個合輯發行。
值得一提的是柏格曼如同許多有創意的藝術家一樣，有時候傾向於用概括的方式來描述自己，即使在他自己的作品上也是如此，而且在許多場合中─例如在訪談集《柏格曼論柏格曼》（Bergman on Bergman）裡面─他敘述說《沉默》意指宗教問題變成他電影作品中主要的關注焦點這樣的時期的結束。

## 劇場工作
雖然柏格曼通常都因他在電影藝術上的貢獻而廣為知名，但是他終其一生也是一個非常活耀且多產的劇場導演。他畢業後的第一部工作是擔任斯德哥爾摩一個劇場的儲訓導演。他26歲時變成赫爾辛堡城市劇院的劇場總監，也是當時歐洲最年輕的劇場總監。他在赫爾辛堡停留了三年，之後在1946年到1949年之間成為哥特堡城市劇院的導演。
他在1953年成為馬爾默城市劇院的導演，並且連任了七年。許多他電影作品之中知名的演員也都是他在劇場一起合作的夥伴中挖掘出來的，而且在他1960年代的電影作品中演出的「柏格曼團隊」（Bergman troupe）裡面的很多人都是出身於馬爾默城市劇院。他在1960年到1966年期間在斯德哥爾摩的皇家劇院擔任導演，並在1963年到1966年之間擔任皇家劇院的總監。
在他因為逃稅事件離開瑞典之後，他在1977年至1984年期間成為德國慕尼黑的慕尼黑居民劇院的導演。他直到1990年代依然活耀於劇場界。

## 家庭生活
柏格曼結了五次婚：
- 1943年3月25日 – 1945年，與愛絲·費雪（英语：Else Fisher），編舞家與舞者（離婚）子女：
  - 妮娜·贝里曼（瑞典语：Lena Bergman），女演員，1943年出生.
- 1945年7月22日 – 1950年，與Ellen Lundström（瑞典语：Ellen Bergman），編舞家與電影導演 （離婚） 子女：
  - 艾娃·贝里曼（英语：Eva Bergman），電影導演，1945年出生
  - Jan Bergman（瑞典语：Jan Bergman (regissör)），電影導演（1946年─2000年）
  - 雙胞胎Mats Bergman（英语：Mats Bergman）與安娜·贝里曼（英语：Anna Bergman），皆是演員與電影導演，1948年出生
- 1951年 – 1959年，與Gun Grut，記者 （離婚） 子女：
  - Ingmar Bergman Jr，飛機機長，1951年出生
- 1959年 – 1969年，與凱比·拉雷特（英语：Käbi Laretei）， 鋼琴家 （離婚） 子女：
  - 丹尼爾·贝里曼（英语：Daniel Bergman），電影導演，1962年出生
- 1971年11月11日 – 1995年5月20日，與伯爵英格莉·馮·羅森（英语：Ingrid von Rosen）（或Ingrid Karlebo） （鰥居） 子女：
  - 瑪莉亞·馮·羅森（瑞典语：Maria von Rosen），作家，1959年出生

前四次婚姻都是因離婚而結束，最後一次婚姻則是因妻子死於胃癌而結束。
他也跟女演員麗芙·烏曼生了作家琳·烏爾曼。所以，柏格曼總共有九個子女。只有其中一個小孩的母親未跟他結過婚。在他和瑪莉亞·馮·羅森的母親結婚時，她已經有12歲大了。
除了他的婚姻之外，柏格曼還有與哈里特·安德森有親密關係。

## 獲獎

### 奧斯卡金像獎
1971年，柏格曼獲得奧斯卡金像獎的俄文·撒爾伯格紀念獎（The Irving G. Salberg Memorial Award）他的電影作品中有三部獲得奧斯卡金像獎的最佳外語片獎：《處女之泉》（Jungfrukällan）於1961年獲獎；《猶在鏡中》（Såsom i en spegel）於1962年獲獎；《芬妮和亞歷山大》（Fanny och Alexander）於1984年獲獎
- 入圍最佳原創劇本獎：《野草莓》（Smultronstället）於1960年
- 入圍最佳原創劇本獎：《猶在鏡中（英语：Through a Glass Darkly (film)）》（Såsom i en spegel）於1963年
- 入圍最佳原創劇本獎：《哭泣與耳語》（Viskningar och rop）於1974年
- 入圍最佳影片獎：《哭泣與耳語》（Viskningar och rop）於1974年
- 入圍最佳導演獎：《哭泣與耳語》（Viskningar och rop）於1974年
- 入圍最佳導演獎：《面對面》（Ansikte mot ansikte）於1977年
- 入圍最佳原創劇本獎：《秋光奏鳴曲》（Höstsonaten）於1979年
- 入圍最佳原創劇本獎：《芬妮和亞歷山大》（Fanny och Alexander）於1984年
- 入圍最佳導演獎：《芬妮和亞歷山大》（Fanny och Alexander）於1984年

### 英國電影學院獎
- 入圍最佳電影獎：《面孔（英语：The Magician (1958 film)）》（Ansiktet）於1960年
- 入圍最佳外語電影獎：《芬妮和亞歷山大》（Fanny och Alexander）於1984年

### 凱撒電影獎
- 入圍最佳外語電影獎：《魔笛（英语：The Magic Flute (1975 film)）》（Trollflöjten）於1976年
- 入圍最佳外語電影獎：《秋光奏鳴曲》（Höstsonaten）於1979年
- 獲得最佳外語電影獎：《芬妮和亞歷山大》（Fanny och Alexander），於1984年獲獎
- 入圍最佳歐洲電影獎：《夕陽舞曲》（Saraband）於2005年

### 坎城影展
- 獲得最佳詼諧詩意獎：《夏夜微笑（英语：Smiles of a Summer Night）》（Sommarnattens leende），於1955年獲獎
- 入圍金棕櫚獎：《夏夜微笑（英语：Smiles of a Summer Night）》（Sommarnattens leende）於1955年
- 獲得評審團特別獎：《第七封印》（Det Sjunde inseglet），於1957年獲獎
- 入圍金棕櫚獎：《第七封印》（Det Sjunde inseglet）於1957年
- 獲得最佳導演獎：《生命的邊緣（英语：Brink of Life）》（Nära livet），於1958年獲獎
- 入圍金棕櫚獎：《生命的邊緣（英语：Brink of Life）》（Nära livet）於1958年
- 獲得特別推薦獎（Special Mention）：《處女之泉》（Jungfrukällan），於1960年獲獎
- 入圍金棕櫚獎：《處女之泉》（Jungfrukällan）於1960年
- 獲得技術大獎（Technical Grand Prize）：《哭泣與耳語》（Viskningar och rop），於1972年獲獎
- 獲得棕櫚之手獎（Palm of Palms），於1997年獲獎
- 獲得天主教人道精神獎（Prize of the Ecumenical Jury），為他全部的電影作品而頒發的特別獎，於1998年獲獎

### 金球獎
- 入圍最佳導演獎：《芬妮和亞歷山大》（Fanny och Alexander）於1984年

### 柏林影展
- 獲得金熊獎：《野草莓》（Smultronstället），於1958年獲獎
- 獲得天主教人道精神獎（OCIC Award）：《猶在鏡中（英语：Through a Glass Darkly (film)）》（Såsom i en spegel），於1962年獲獎
- 入圍金熊獎：《猶在鏡中（英语：Through a Glass Darkly (film)）》（Såsom i en spegel）於1962年

### 其他獎項
阿根廷影評家協會獎
- 獲得特別美洲兀鷹獎（Special Condor）：《夕陽舞曲》（Saraband），於2005年獲獎

丹麥波迪電影獎
- 獲得最佳歐洲電影獎：《夏夜微笑（英语：Smiles of a Summer Night）》（Sommarnattens leende），於1957年獲獎
- 獲得最佳歐洲電影獎：《野草莓》（Smultronstället），於1959年獲獎
- 獲得最佳歐洲電影獎：《哭泣與耳語》（Viskningar och rop），於1974年獲獎
- 獲得最佳歐洲電影獎：《秋光奏鳴曲》（Höstsonaten），於1979年獲獎

波蘭Camerimage電影攝影藝術國際影展影展
- 獲得終生最佳雙人組（導演－攝影師）特別獎：1998年與史汶·尼克維斯特（英语：Sven Nykvist）共享

義大利奧斯卡獎
- 獲得最佳外語片導演獎：《哭泣與耳語》（Viskningar och rop），於1974年獲獎
- 獲得最佳外語片導演獎：《芬妮和亞歷山大》（Fanny och Alexander），於1984年獲獎
- 獲得最佳外語片獎：《芬妮和亞歷山大》（Fanny och Alexander），於1984年獲獎
- 獲得最佳外語片劇本獎：《芬妮和亞歷山大》（Fanny och Alexander），於1984年獲獎
- 獲得魯奇諾·維斯康蒂獎（義大利語：David Luchino Visconti），於1986年獲獎

美國導演工會獎
- 入圍傑出導演成就獎：《芬妮和亞歷山大》（Fanny och Alexander）於1984年
- 獲得終身成就獎，於1990年獲獎

歐洲電影獎
- 獲得終身成就獎，於1988年獲獎

法國電影評論協會獎（French Syndicate of Cinema Critics）
- 獲得最佳外語片獎：《芬妮和亞歷山大》（Fanny och Alexander），於1984年獲獎

義大利吉馮尼電影節
- 獲得「Nocciola d'Oro」獎，於1983年獲獎

瑞典金甲虫奖
- 獲得最佳導演獎：《沉默》（Tystnaden），於1964年獲獎
- 獲得最佳導演獎：《芬妮和亞歷山大》（Fanny och Alexander），於1983年獲獎
- 獲得最佳劇本獎：《善意的背叛（英语：The Best Intentions）》（Den Goda Viljan），於1993年獲獎

義大利電影新聞記者協會銀兔獎
- 獲得最佳外語片導演獎：《野草莓》（Smultronstället），於1960年獲獎
- 獲得最佳外語片導演獎：《第七封印》（Det Sjunde inseglet），於1961年獲獎
- 獲得最佳外語片導演獎：《哭泣與耳語》（Viskningar och rop），於1974年獲獎
- 獲得最佳外語片導演獎：《秋光奏鳴曲》（Höstsonaten），於1979年獲獎
- 獲得最佳外語片導演獎：《芬妮和亞歷山大》（Fanny och Alexander），於1984年獲獎

芬蘭胡西獎
- 獲得最佳外語片導演獎：《哭泣與耳語》（Viskningar och rop），於1975年獲獎

堪薩斯市影評人協會獎
- 獲得最佳導演獎：《哭泣與耳語》（Viskningar och rop），於1974年獲獎

電影旬報賞
- 獲得最佳外語片導演獎：《處女之泉》（Jungfrukällan），於1962年獲獎
- 獲得最佳外語片獎：《處女之泉》（Jungfrukällan），於1962年獲獎
- 獲得最佳外語片獎：《野草莓》（Smultronstället），於1963年獲獎

阿根廷馬塔布拉塔影展
- 獲得最佳影片獎：《野草莓》（Smultronstället），於1959年獲獎

美國國家評論協會獎
- 獲得特別褒揚獎，於1959年獲獎
- 獲得最佳導演獎：《哭泣與耳語》（Viskningar och rop），於1973年獲獎
  - 獲得最佳導演獎：《秋光奏鳴曲》（Höstsonaten），於1978年獲獎

美國國家影評人協會獎
- 獲得最佳導演獎：《假面》（Persona），於1968年獲獎
- 獲得最佳導演獎：《羞恥》（Skammen）與《狼的時刻（英语：Hour of the Wolf）》（Vargtimmen），於1969年獲獎
- 獲得最佳導演獎：《安娜的激情》（En Passion），於1971年獲獎
- 獲得最佳劇本獎：《哭泣與耳語》（Viskningar och rop），於1973年獲獎
- 獲得最佳劇本獎：《婚姻場景（英语：Scenes from a Marriage）》（Scener ur ett äktenskap），於1975年獲獎
- 獲得特別獎：《魔笛（英语：The Magic Flute (1975 film)）》（Trollflöjten），因證明了如何將令人快樂的歌劇拍成電影作品而於1975年獲獎

紐約影評人協會獎
- 獲得最佳導演獎：《哭泣與耳語》（Viskningar och rop），於1973年獲獎
- 獲得最佳劇本獎：《哭泣與耳語》（Viskningar och rop），於1973年獲獎
- 獲得最佳劇本獎：《婚姻場景（英语：Scenes from a Marriage）》（Scener ur ett äktenskap），於1974年獲獎
- 獲得最佳導演獎：《芬妮和亞歷山大》（Fanny och Alexander），於1983年獲獎

西班牙聖迪獎（Sant Jordi Awards）
- 獲得特別獎：《夕陽舞曲》（Saraband），於2006年獲獎

威尼斯影展
- 入圍金獅獎：《黑暗中的音樂（英语：Music in Darkness）》（Musik i mörker）於1948年
- 獲得Italian Film Critics Award：《第七封印》（Det Sjunde inseglet），於1958年獲獎
- 獲得評審團特別獎：《面孔》（Ansiktet），於1959年獲獎
- 入圍金獅獎：《面孔》（Ansiktet）於1959年
- 獲得生涯金獅獎（Career Golden Lion），於1971年獲獎
- 獲得威尼斯影展影評人費比西獎：《芬妮和亞歷山大》（Fanny och Alexander），於1983年獲獎

## 作品

### 電影作品
- 《危機》（Kris），1946年
- 《雨中情（英语：It Rains on Our Love）》（Det regnar på vår kärlek），1946年
- 《開往印度之船（英语：A Ship to India）》（Skepp till India land），1947年
- 《黑暗中的音樂（英语：Music in Darkness）》（Musik i mörker），1948年
- 《停靠港（英语：Port of Call）》，（Hamnstad，又譯作《港口的呼喚》或《愛慾之港》），1948年
- 《牢獄（英语：Prison (1949 film)）》（Fängelse），1949年
- 《饑渴（英语：Thirst (film)）》（Törst，又譯為《三段奇怪的愛》或《三個陌生的情人》），1949年
- 《喜悅（英语：To Joy (film)）》（Till glädje，又譯為《歡樂頌》），1950年
- 《不能在此發生（英语：This Can't Happen Here）》（Sånt händer inte här，又譯為《高度緊張》），1950年
- 《夏日插曲（英语：Summer Interlude）》（Sommarlek，又譯為《夏日戀曲》），1951年
- 《女人的秘密》（Kvinnors väntan，又譯為《等待的女人》或《女人的期待》），1952年
- 《莫妮卡在夏天（英语：Summer with Monika）》（Sommaren med Monika，又譯作《不良少女莫妮卡》或《莫妮卡》），1953年
- 《裸夜（英语：Sawdust and Tinsel）》（Gycklarnas afton，又譯為《鋸屑與金箔》或《小丑之夜》），1953年
- 《愛的一課（英语：A Lesson in Love）》（En Lektion i kärlek，或譯為《戀愛課程》），1954年
- 《秋日之旅（英语：Dreams (1955 film)）》（Kvinnodröm），1955年
- 《夏夜微笑（英语：Smiles of a Summer Night）》（Sommarnattens leende，或譯為《夢》），1955年
- 《Bakomfilm smultronstället》，1957年
- 《第七封印》（Det Sjunde inseglet），1957年
- 《野草莓》（Smultronstället），1957年
- 《生命的邊緣（英语：Brink of Life）》（Nära livet，又譯為《生命的門檻》），1958年
- 《面孔 (電影)（英语：The Magician (1958 film)面孔）》（Ansiktet，又譯為《魔術師》），1958年
- 《處女之泉》（Jungfrukällan，又譯為《處女泉》），1960年
- 《魔鬼的眼睛（英语：The Devil's Eye）》（Djävulens öga），1960年
- 《猶在鏡中（英语：Through a Glass Darkly (film)）》（Såsom i en spegel，又譯為《穿過黑暗的玻璃》），1961年
- 《冬之光（英语：Winter Light）》（Nattvardsgästerna，又譯為《冬日之光》），1962年
- 《沉默（英语：The Silence (1963 film)）》（Tystnaden），1963年
- 《這些女人們（英语：All These Women）》（För att inte tala om alla dessa kvinnor），1964年
- 《假面 (電影)》（Persona），1966年
- 《刺激》（Stimulantia）中的其中一段〈Daniel〉，1967年
- 《狼的時刻（英语：Hour of the Wolf）》（Vargtimmen），1968年
- 《羞恥》（Skammen），1968年
- 《安娜的激情》（En Passion，又譯為《安娜的情慾》或是《情事》），1969年
- 《接觸》（Beröringen），1971年
- 《哭泣與耳語》（Viskningar och rop，又譯為《呼喊和細語》或《喊叫與耳語》），1972年
- 《婚姻場景（英语：Scenes from a Marriage）》（Scener ur ett äktenskap，又譯為《婚姻生活》），1973年
- 《面對面》（Ansikte mot ansikte），1976年
- 《蛇蛋（英语：The Serpent's Egg (film)）》（The Serpent's Egg，又譯為《噩兆》），1977年
- 《秋光奏鳴曲》（Höstsonaten），1978年
- 《傀儡生活（英语：From the Life of the Marionettes）》（Aus dem Leben der Marionetten，又譯為《木偶生命》），1980年
- 《芬妮和亞歷山大》（Fanny och Alexander），1982年
- 《卡琳的面孔》（Karins ansikte），1984年
- 《紀錄芬妮和亞歷山大》（Dokument Fanny och Alexander），1986年

### 電視作品
- 《Herr Sleeman kommer》，1957年
- 《Venetianskan》，1958年
- 《狂犬病》（Rabies），1958年
- 《Oväder》，1960年
- 《Ett Drömspel》，1963年
- 《唐璜》（Don Juan），1965年
- 《儀式》（Riten，或譯《祭典》），1969年
- 《法羅1969》（Fårödokument 1969），1970年
- 《Misantropen》，1974年
- 《魔笛（英语：The Magic Flute (1975 film)）》（Trollflöjten），1975年
- 《法羅1979》（Fårö-dokument 1979），1979年
- 《Hustruskolan》，1983年
- 《排演之後（英语：After the Rehearsal）》（Efter repetitionen），1984年
- 《受祝福的人》（De Två saliga），1986年
- 《薩德夫人》（Markisinnan de Sade），1992年
- 《貝卡恩特納》（Backanterna），1993年
- 《最後的加斯普》（Sista skriket），1995年
- 《小丑面前（英语：In The Presence of a Clown）》（Larmar och gör sig till，或譯《空虛和無法呼吸》），1997年
- 《比爾德馬卡納》（Bildmakarna），2000年
- 《夕陽舞曲》（Saraband，或譯《薩拉邦德》），2003年

### 電影劇本
- 《折磨（英语：Torment (film)）》（Hets，或譯《狂亂》），1944年，由歐夫·荀柏格（英语：Alf Sjöberg）執導
- 《長相思（英语：Woman Without a Face）》（Kvinna utan ansikte，或譯《沒有面孔的女人》），1947年，由莫蘭德·古斯塔夫（英语：Gustaf Molander）執導
- 《伊娃》（Eva），1948年，由莫蘭德·古斯塔夫（英语：Gustaf Molander）執導
- 《Medan staden sover（英语：While the City Sleeps (1950 film)）》，1950年，由Lars Erik Kjellgren執導
- 《離婚 (電影)（英语：Divorced (film)離婚）》（Frånskild），1951年，由莫蘭德·古斯塔夫（英语：Gustaf Molander）執導
- 《Sista paret ut（英语：Last Pair Out）》，1956年，由歐夫·荀柏格（英语：Alf Sjöberg）執導
- 《Lustgården（英语：The Pleasure Garden (1961 film)）》，1961年，由阿爾夫·克林（英语：Alf Kjellin）執導
- 《善意的背叛（英语：The Best Intentions）》（Den Goda Viljan），1992年，由比爾·奧古斯特
- 《星期天的孩子（英语：Sunday's Children）》（Söndagsbarn），1992年，由丹尼爾·贝里曼（英语：Daniel Bergman）執導
- 《私人談話（英语：Private Confessions）》（Enskilda samtal），1996年，由麗芙·烏曼執導
- 《狂情錯愛（英语：Faithless (2000 film)）》（Trolösa，或譯《不忠》，《背信棄義》），2000年，由麗芙·烏曼執導

### 舞台劇與廣播劇
下列是英格瑪·柏格曼曾經執導過的舞台劇與／或廣播劇：
- 《向外駛去（英语：Outward Bound (film)）》（Outward Bound），1938年，於奧爾夫先生戲院（Mäster Olofs-gården），由Sutton Vane（英语：Sutton Vane）編劇
- 《Galgmannen/Guldkarossen》，1939年，於奧爾夫先生戲院（Mäster Olofs-gården），由Axel E. Bentzonich（編Galgmannen）與Runar Schildt（英语：Runar Schildt）（編Guldkarossen）編劇
- 《幸運兒佩爾的旅程》（Lycko-Pers resa），1939年，於奧爾夫先生戲院（Mäster Olofs-gården），由奧古斯特·斯特林堡編劇
- 《Evening Cabaret For the Entire Family》，1939年，於奧爾夫先生戲院（Mäster Olofs-gården）
- 《Höstrapsodi/Les Romanesques》，1939年，於奧爾夫先生戲院（Mäster Olofs-gården），由Doris Rönnqvist（法语：Doris Rönnqvist）（編Höstrapsodi）與愛德蒙·羅斯丹（埃德蒙·罗斯丹，編Les Romanesques）編劇
- 《Jul/Advent（瑞典语：Advent (pjäs)）》，1939年，於奧爾夫先生戲院（Mäster Olofs-gården），由奧古斯特·斯特林堡（編Advent）編劇
- 《Han som fick leva om sitt liv》，1939年，於奧爾夫先生戲院（Mäster Olofs-gården），由拉格奎斯特編劇
- 《I Betlehem》，1940年，於奧爾夫先生戲院（Mäster Olofs-gården）
- 《黑手套》（Svarta handsken），1940年，於奧爾夫先生戲院（Mäster Olofs-gården），由奧古斯特·斯特林堡編劇
- 《馬克白》，1940年，於奧爾夫先生戲院（Mäster Olofs-gården），由威廉·莎士比亞編劇
- 《The Hour Glass/The Pot of Broth》，1940年，於奧爾夫先生戲院（Mäster Olofs-gården），由威廉·巴特·葉慈編劇
- 《Return》，1940年，於奧爾夫先生戲院（Mäster Olofs-gården）
- 《Pelikanen》，1940年，於斯德哥爾摩的Kårhusscenen，由奧古斯特·斯特林堡編劇
- 《The Melody that Disappeared》，1940年，於奧爾夫先生戲院（Mäster Olofs-gården）
- 《威尼斯商人》，1940年，於斯德哥爾摩的Norra Latin（瑞典语：Norra Latin）會議中心，由威廉·莎士比亞編劇
- 《白天鵝》（Svanevit），1940年，於奧爾夫先生戲院（Mäster Olofs-gården），由奧古斯特·斯特林堡編劇
- 《父親》（Fadren），1941年，於斯德哥爾摩的KårhusscenenFolke Walder's tour，由奧古斯特·斯特林堡編劇
- 《打火匣》（Fyrtøiet（瑞典语：Elddonet）），1941年，於Medborgarhuset（瑞典语：Medborgarhuset, Stockholm），由漢斯·克里斯蒂安·安徒生編劇
- 《鬼魂奏鳴曲》（En spöksonat（瑞典语：Spöksonaten）），1941年，於Medborgarteatern，由奧古斯特·斯特林堡編劇
- 《仲夏夜之夢》，1941年，於Medborgarteatern與Sagoteatern，由威廉·莎士比亞編劇
- 《藍鳥》（Fågel blå），1941年，於Medborgarteatern與Sagoteatern，由萨克里斯·托佩柳斯編劇
- 《Sniggel snuggel/De tre dumheterna》，1942年，於Medborgarteatern與Sagoteatern，由Torun Munthe編劇
- 《小紅帽》，1942年，於Sagoteatern、Medborgarhuset（瑞典语：Medborgarhuset, Stockholm）與Folkparkerna（英语：Folkpark），由羅伯特·博克納（Robert Bürkner）編劇
- 《Clownen Beppo》，1942年/1944年，於Medborgarhuset（瑞典语：Medborgarhuset, Stockholm）與Folkparkerna，由愛絲·費雪（英语：Else Fisher）編劇
- 《Kaspers död》，1942年，於斯德哥爾摩大學學生劇場，由柏格曼編劇
- 《仲夏夜之夢》，1942年，於斯德哥爾摩的Norra Latin（瑞典语：Norra Latin）會議中心，由威廉·莎士比亞編劇
- 《Rödluvan: sagospel i tre akter》，1942年
- 《Vem är jag eller När fan ger ett anbud》，1943年，於斯德哥爾摩大學學生劇場，由卡爾·艾瑞克·索亞（Carl Erik Soya）編劇
- 《U 39》，1943年，於Dramatikerstudion，由Rudolf Värnlund（瑞典语：Rudolf Värnlund）編劇
- 《Strax innan man vaknar》，1943年，於斯德哥爾摩的Kårhusscenen學生劇場，由Bengt Olof Vos編劇
- 《Geografi og Kærlighed》，1943年，於Folkparkerna與Fältteater，由比約恩斯徹納·比約恩松編劇
- 《En däjlig rosa》，1943年，於Folkparkerna
- 《尼爾斯·埃勃森》（尼爾斯·艾布森），1943年，於Borgarskolan（瑞典语：Malmö Borgarskola）的Dramatikerstudion，由凱·蒙克（英语：Kaj Munk）編劇
- 《Tivolit》，1943年，於斯德哥爾摩的Kårhusscenen學生劇場，由柏格曼編劇
- 《Hotellrummet》，1944年，於Boulevardteatern（瑞典语：Boulevardteatern），由皮埃爾·黎雪（Pierre Rocher）編劇
- 《Spelhuset/Herr Sleeman kommer》，1944年，於Borgarskolan（瑞典语：Malmö Borgarskola）的Dramatikerstudion，由海耶瑪·柏格曼Hjalmar Bergman（英语：Hjalmar Bergman）編劇
- 《小紅帽》，1944年，於Boulevardteatern（瑞典语：Boulevardteatern），由羅伯特·博克納（Robert Bürkner）編劇
- 《Aschebergskan på Widtskövle》，1944年，於赫爾辛堡城市劇院（英语：Helsingborg City Theatre），由Brita von Horn與Elsa Colin編劇
- 《Fan ger ett anbud》，1944年，於赫爾辛堡城市劇院，由卡爾·艾瑞克·索亞（Carl Erik Soya）編劇
- 《馬克白》，1944年，於赫爾辛堡城市劇院，由威廉·莎士比亞編劇
- 《打火匣（瑞典语：Elddonet）》（Fyrtøiet），1944年，於赫爾辛堡城市劇院，由漢斯·克里斯蒂安·安徒生編劇

## 參照
- 瑞典電影列表
- 導演列表

## 相關文獻
- Bergman on Bergman: Interviews with Ingmar Bergman. By Stig Björkman, Torsten Manns, and Jonas Sima; Translated by Paul Britten Austin. Simon & Schuster, New York. Swedish edition copyright 1970; English translation 1973.
- Filmmakers on filmmaking : the American Film Institute seminars on motion pictures and television (edited by Joseph McBride). Boston, Houghton Mifflin Co., 1983.
- Images: my life in film, Ingmar Bergman, Translated by Marianne Ruuth. New York, Arcade Pub., 1994, ISBN 1-55970-186-2
- The Magic Lantern, Ingmar Bergman, Translated by Joan Tate New York, Viking Press, 1988, ISBN 0-670-81911-5

## 延伸閱讀
- 陳少聰譯著，《柏格曼與第七封印》，1986，爾雅出版社
- 英格瑪.柏格曼著，劉森堯譯，《柏格曼自傳》，1991，遠流出版社
- 英格瑪.柏格曼著，韓良憶譯，1994，遠流出版社
- 姚立群，《英格瑪.柏格曼回顧展》，1994，國家電影資料館
- 沙永玲譯，《英格瑪.柏格曼》，1994，國家電影資料館
- 英格瑪.柏格曼著，鴻鴻譯，《婚姻場景》，2000，唐山出版社
- 英格瑪.柏格曼著，张红军译《魔灯》，1992，中国电影出版社

## 外部連結

### 簡介
- 英格玛·伯格曼在互联网电影资料库（IMDb）上的資料（英文）
- 英格玛·伯格曼在豆瓣上的资料（简体中文）
- Ingmar Bergman官方網站
- 瑞典电影大师英马尔·贝里曼辞世专题 （页面存档备份，存于），新浪网
- 魔灯熄灭 大师长眠:瑞典电影巨匠英马尔-贝里曼逝世 （页面存档备份，存于）
- 台灣電影筆記 中的 專題企劃：電影大師—柏格曼
- Ingmar Bergman Face to Face （英文） （瑞典文）（页面存档备份，存于）
- The Ingmar Bergman Foundation
- A presentation of Ingmar Bergman from the website Sweden.se.
- Bergmanorama: The magic works of Ingmar Bergman
- The Religious Affiliation of Ingmar Bergman
- Senses of Cinema: Great Directors Critical Database
- Wings Of Desire Bergman site
- Brief biography at Kirjasto (Pegasos)
- Ingmar Bergman Swedish Posters （页面存档备份，存于）
- Interview footage of film historian Peter Cowie speaking about Bergman and Winter Light

### 訪談
- The Guardian/NFT interview with Liv Ullmann by Shane Danielson, January 23, 2001 （页面存档备份，存于）
- Bergman talks of his dreams and demons in rare interview, by Xan Brooks, The Guardian, December 12, 2001 （页面存档备份，存于）
- Interview with Sven Nyqvist - Bergman's cinematographer - on working with Bergman, 1984
- Comprehensive excerpt of a documentary about Bergman in 1972
- The legendary Playboy interview with Bergman in 1964
- Excerpt from a recent Swedish newspaper interview with Bergman, with candid opinions on the work of other directors （页面存档备份，存于）
- Rare footage behind the scenes from the making of Saraband. Three-part video viewable free.

### 其他文章
- Derek Malcolm on Wild Strawberries, June 10, 1999 （页面存档备份，存于）
- Peter Bradshaw on Trolösa, The Guardian, February 9, 2001 （页面存档备份，存于）
- Robin Buss on Saraband （页面存档备份，存于） in the TLS （页面存档备份，存于）, October 14, 2005
- Twin visionaries of a darker art, The Guardian, August 5, 2007 （页面存档备份，存于）
- Ingmar Bergman In Revista Observaciones Filosoficas
- Ingmar Bergman (1918 - 2007) by Angus Macdonald, Close-Up Film